# Епархия Санту-Амару
Епархия Санту-Амару (лат. Dioecesis Sancti Mauri) — епархия Римско-Католической церкви с центром в городе Санту-Амару, Бразилия. Епархия Санту-Амару входит в митрополию Сан-Паулу. Кафедральным собором епархии Санту-Амару является церковь святого Мавра.  

## История
15 марта 1989 года Римский папа Иоанн Павел II издал буллу «Ea in regione», которой учредил епархию Санту-Амару, выделив её из архиепархии Сан-Паулу.

## Ординарии епархии
- епископ Fernando Antônio Figueiredo (15.03 1989 — 2.12.2015);
- епископ Giuseppe Negri (2.12.2015 — по настоящее время)

## Источник
- Annuario Pontificio, Ватикан, 2007
- Булла Ea in regione  (лат.)